# 国民制宪议会
国民制宪议会（法語：Assemblée nationale constituante）成立于法国大革命第一阶段的1789年7月9日，其前身是法国国民议会。国民制宪议会于1791年9月30日解散，其继承者为国民立法议会。

## 背景

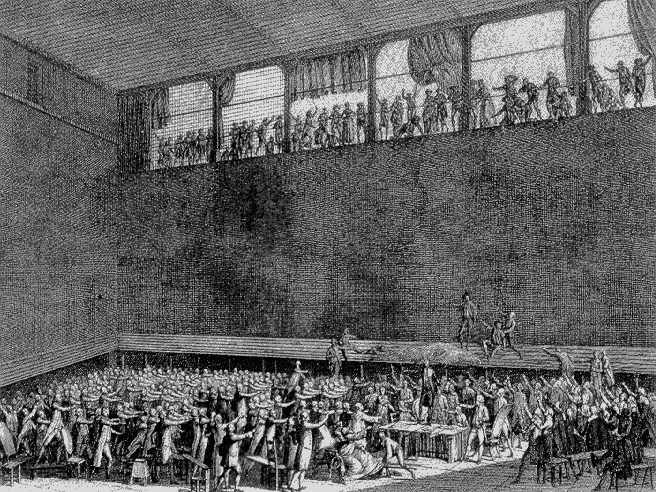
网球场宣誓

1789年5月5日，三级会议在凡尔赛宫召开，5月6日即陷入僵局。5月11日，第三等级代表独自成立公社。6月12日，公社邀请其他等级代表加入，部分第一等级代表随之予以响应。6月17日，公社自行宣布成立国民议会。第一等级代表因财富与第三等级代表相近，也于6月19日加入。立法议事日程随之展开。
6月20日，在法国国王路易十六和第二等级代表的威胁下，国民议会被迫转移到一个网球场。在此，议会发表了“网球场宣誓”，宣布不制定宪法绝不解散国民议会。7月9日，国民议会更名为国民制宪议会，开始发挥政府的功能并成为宪法的起草者。

## 1789年夏季议会组织结构
1789年7月14日，巴黎人民攻占巴士底狱，国民制宪议会成为法国政府的实际行政机关。该时期议会的部分领导人包括：
- 保守派
  - 雅克·安托万·马里·德卡扎莱斯：贵族代言人
  - 让-西弗兰·莫里：教会代言人
- 保王派
  - 皮埃尔·维克托
  - 热拉尔德·德拉利-托伦达尔
  - 让-约瑟夫·穆尼埃
- 共和派
  - 吉贝尔·迪莫捷
  - 让·西尔万·巴伊
  - 阿德里安·迪波尔